# Тріумфалізм
Тріумфалі́зм — термін що вживався стосовно людей, що занадто пишаються приналежністю до тієї або іншої конфесії або нації, потім в негативному дусі характеризував образ мислення американського політичного керівництва. Також згодом вживався і до радянської влади (в сьогоденні до політики Кремля), мусульманства, християнства, юдаїзму та науки.
Ідеї тріумфалізму стали популярні в США після перемоги в холодній війні. Якскравим прикладом є твій американського політолога Френсіса Фукуями Кінець історії та остання людина.
Перетворення Софійського собору на мечеть вважається результатом тріумфалізму в ісламі.

## Зноски
1. ↑  Definition of TRIUMPHALISM. www.merriam-webster.com (англ.). 22 серпня 2023. Процитовано 30 серпня 2023.
2. ↑  American Triumphalism | Commonweal Magazine. www.commonwealmagazine.org (англ.). Процитовано 30 серпня 2023.
3. ↑  A. KADIR YILDIRIM. Triumphalism in Hagia Sophia. Carnegie Endowment for International Peace. Процитовано 30 серпня 2023.